# Penyagolosa
Penyagolosa (espagnol : Peñagolosa) est une montagne située dans la comarque d'Alcalatén, dans la Communauté valencienne, en Espagne. Elle fait partie du système Ibérique et culmine à 1 815 mètres d'altitude.

## Église de Jean le Baptiste

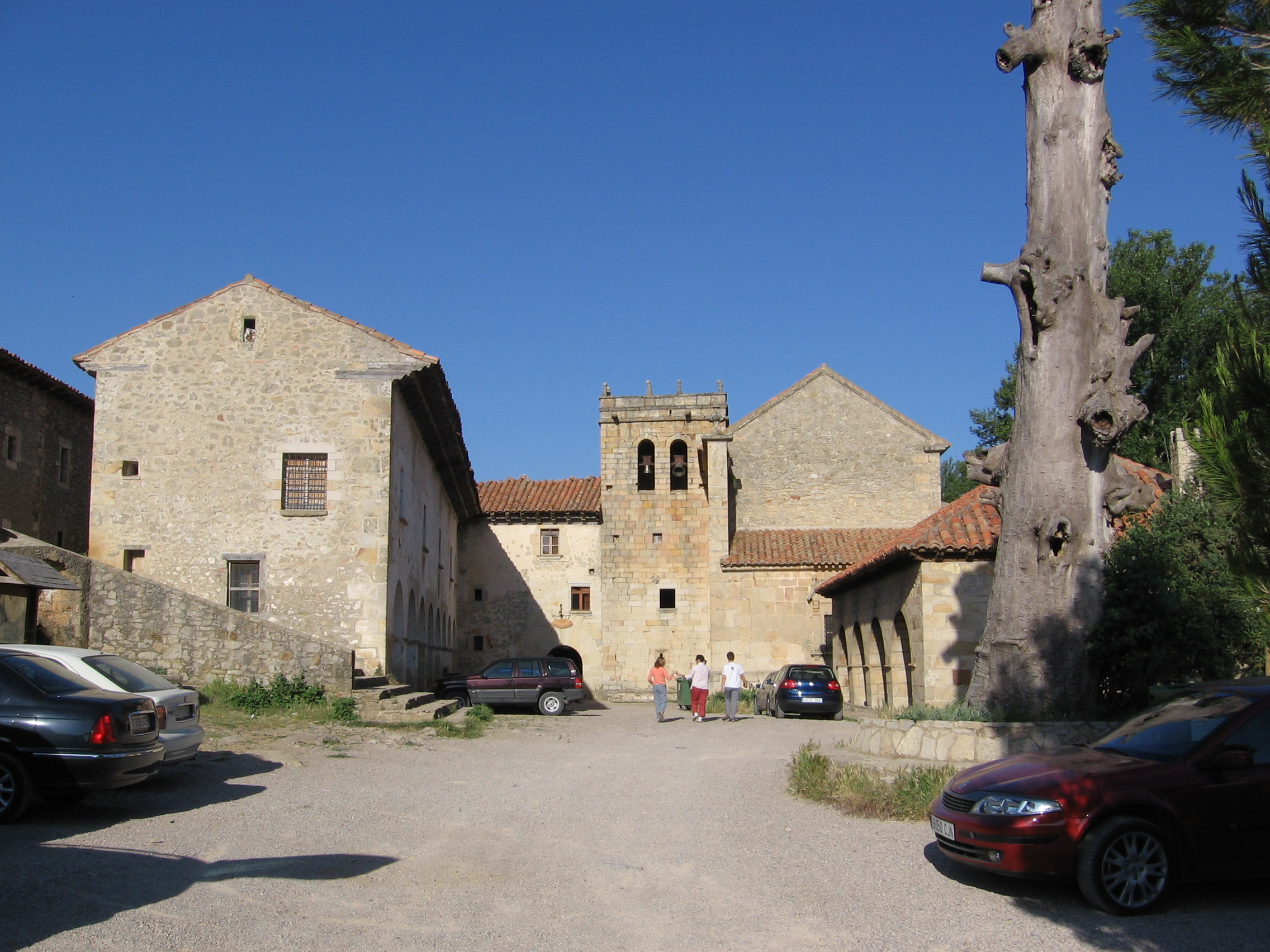
Église de Jean le Baptiste.

L'aval de la montagne abrite l'église de Jean le Baptiste, une destination importante de pèlerins catholiques.